# Симодзи (Мияко)
Симо́дзи (яп. 下地島 симодзи-дзима) — небольшой остров в группе Мияко островов Сакисима архипелага Рюкю, Япония. Административно относится к округу Мияко уезда Мияко префектуры Окинава.

## География
Площадь острова составляет 9,54 км². Симодзи многими мостами соединён с соседним островом Ирабу. На севере острова построен аэропорт.
Остров равнинный, высшая точка — 15 м. Рек нет, есть несколько небольших озер на западе острова.

## Фотогалерея

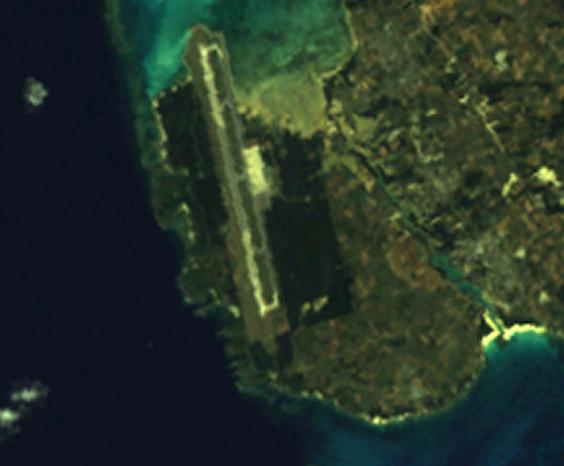
Спутниковый снимок острова
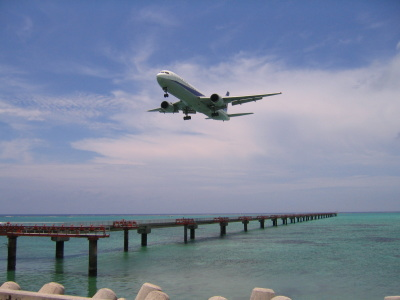
Самолёт при заходе на посадку
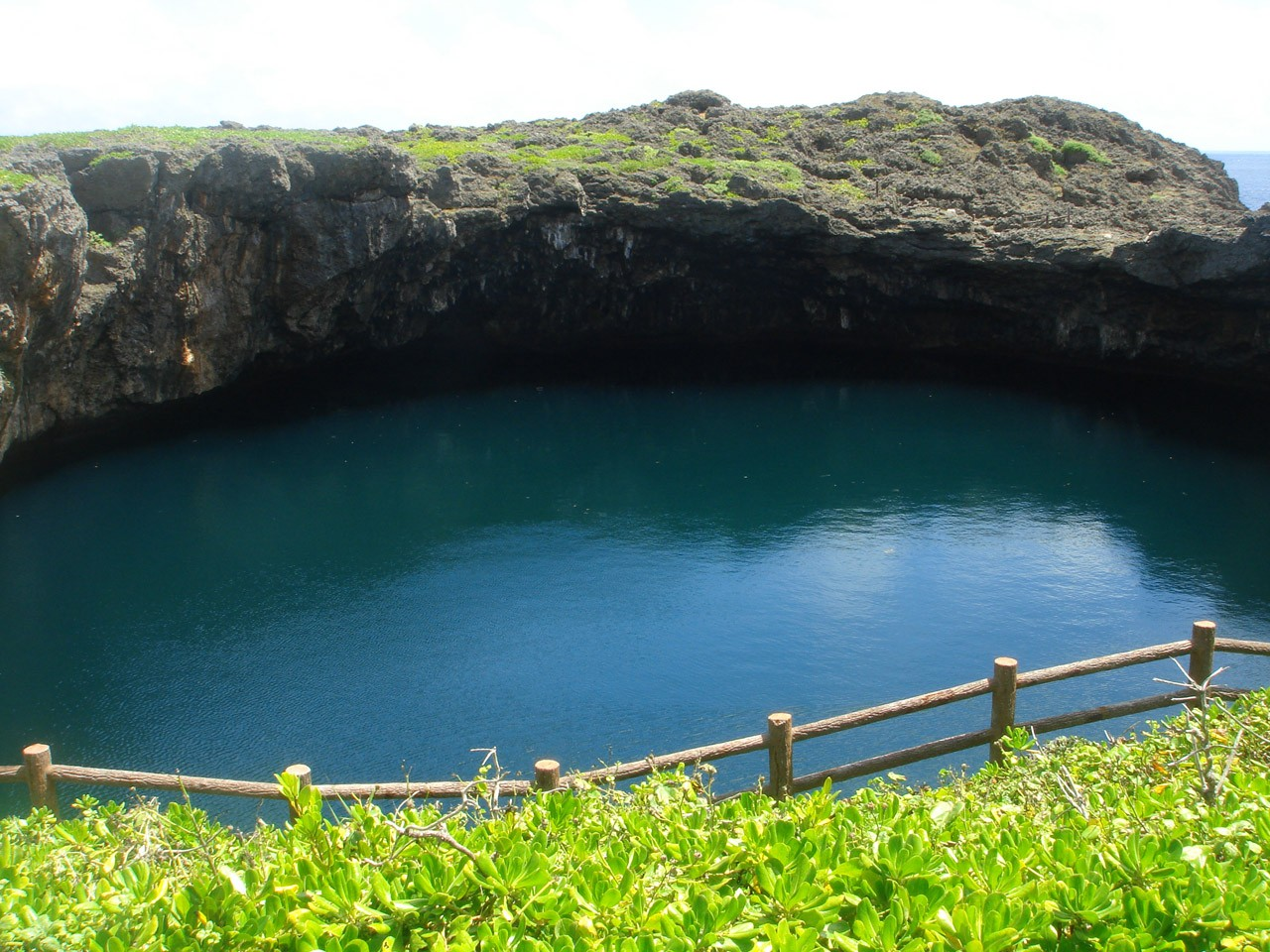
Озеро Ториикэ
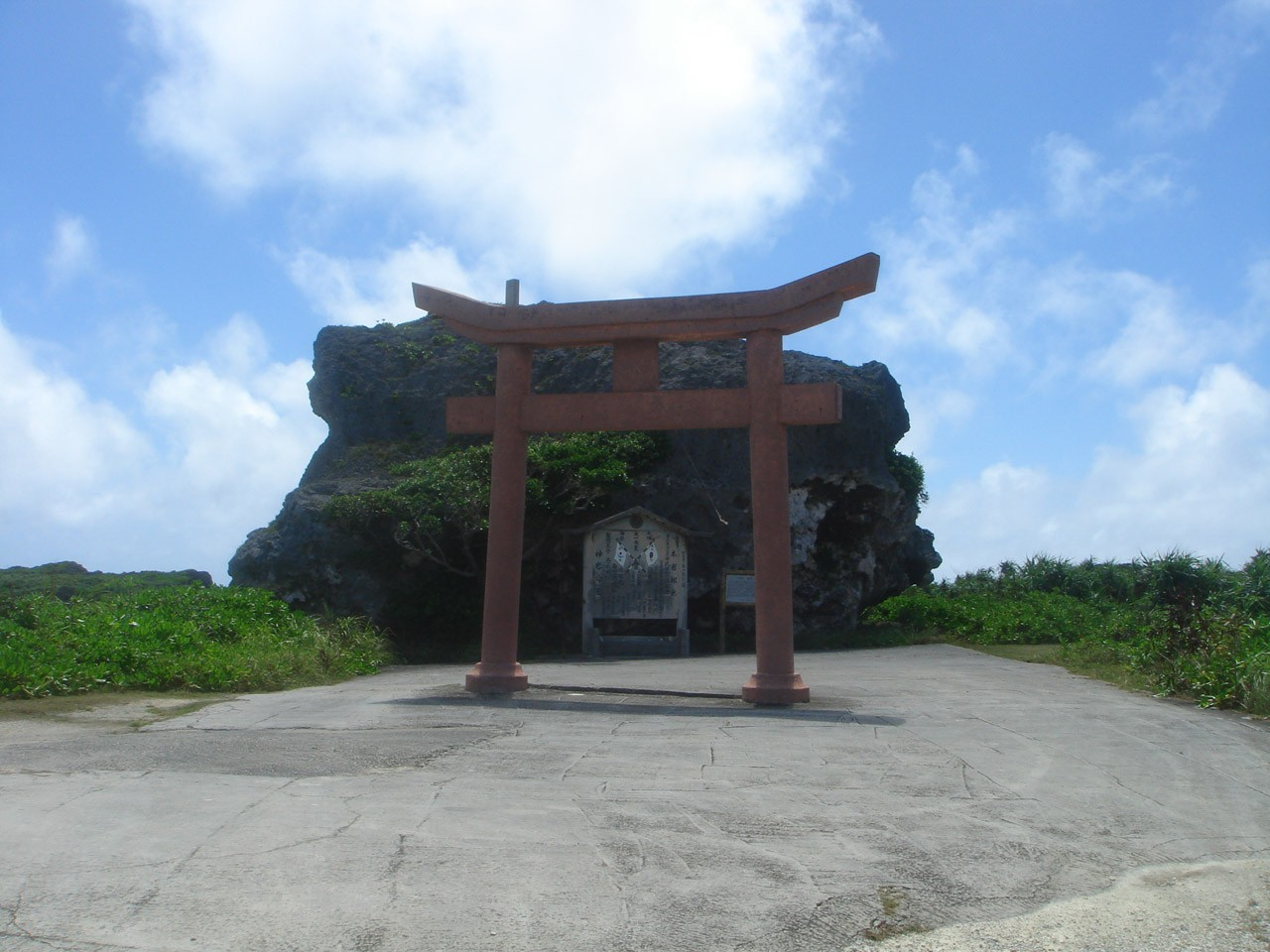
Монумент